# Blevice
Blevice (německy Blewitz) jsou obec v okrese Kladno, Středočeského kraje, zhruba 12 km severovýchodně od Kladna a 6 km jihozápadně od Kralup nad Vltavou. Žije zde 285 obyvatel.

## Poloha
Vesnice leží stranou všech hlavních komunikací v závěru údolí drobného Blevického potoka, obklopená podkovou lesů na jeho jižních a východních svazích (1/6 podíl lesa na rozloze obce je na poměry širšího okolí výrazně nadprůměrný). Blevické údolí po obvodu obecního katastru lemují plochá, bezlesá, poli pokrytá návrší o úrovni kolem 270 m n. m. Nejnižší bod katastru (zhruba 213 m n. m.) se nachází severovýchodně od vsi v údolí potoka při silnici do Slatiny, centrum vsi má výšku kolem 230 m n. m., nejvyšší kótou (287 m n. m.) je pole na návrší jihozápadně od vsi směrem ke Kolči.

## Popis
Při sčítání lidu v roce 2001 bylo v obci shledáno 282 obyvatel, téměř výhradně české národnosti. Pouze dva obyvatelé se přihlásili k národnosti jiné (vietnamské, respektive ukrajinské). Bez vyznání bylo 81,6 % (230) obyvatel, 7,8 % (22) se hlásilo k církvi římskokatolické, 2,1 % (6) k ostatním vyznáním, u zbylých 8,5 % (24) nebyla náboženská příslušnost zjištěna. Obec má zemědělský a rezidenční charakter bez významnějších ekonomických subjektů, naprostá většina obyvatel do zaměstnání dojíždí. Školní zařízení v Blevicích není, žáci prvního stupně navštěvují základní školu v Kolči, žáci druhého stupně základní školu na Brandýsku.

## Historie
První písemná zmínka o obci pochází z roku 1282. V blízkosti kostela stávala středověká tvrz vladyckého rodu Šlechtů, kde se pravděpodobně narodil významný český humanista a diplomat Jan Šlechta ze Všehrd (24. 1. 1466 Blevice – 29. 8. 1525 Kostelec nad Labem).

### Územněsprávní začlenění
Dějiny územněsprávního začleňování zahrnují období od roku 1850 do současnosti. V chronologickém přehledu je uvedena územně administrativní příslušnost obce v roce, kdy ke změně došlo:
- 1850 země česká, kraj Praha, politický okres Slaný, soudní okres Velvary[6]
- 1855 země česká, kraj Praha, soudní okres Velvary[6]
- 1868 země česká, politický okres Slaný, soudní okres Velvary[6]
- 1912 země česká, kraj Praha, politický okres Slaný, soudní okres Kralupy nad Vltavou[7]
- 1913 země česká, kraj Praha, politický i soudní okres Kralupy nad Vltavou[8]
- 1939 země česká, Oberlandrat Mělník, politický i soudní okres Kralupy nad Vltavou[9]
- 1942 země česká, Oberlandrat Praha, politický i soudní okres Kralupy nad Vltavou[10]
- 1945 země česká, správní i soudní okres Kralupy nad Vltavou[11]
- 1949 Pražský kraj, okres Kralupy nad Vltavou[12]
- 1960 Středočeský kraj, okres Kladno[13]

### Rok 1932
V obci Blevice (488 obyvatel) byly v roce 1932 evidovány tyto živnosti a obchody: 3 autodopravci, cihelna, 4 obchodníci s dobytkem, družstvo pro rozvod elektrické energie v Blevicích, 2 hostince, konsum Včela, kovář, krejčí, obchod s ovocem a zeleninou, pokrývač, 6 rolníků, řezník, sadař, 3 obchody se smíšeným zbožím, stavební družstvo Svépomoc, trafika, truhlář, vodní družstvo pro zásobování vodou.

## Obyvatelstvo
| Rok            | 1869 | 1880 | 1890 | 1900 | 1910 | 1921 | 1930 | 1950 | 1961 | 1970 | 1980 | 1991 | 2001 |
| Počet obyvatel | 342  | 398  | 436  | 453  | 478  | 488  | 480  | 419  | 349  | 356  | 316  | 281  | 282  |
| Počet domů     | 44   | 45   | 52   | 59   | 64   | 82   | 101  | 114  | 96   | 96   | 94   | 106  | 106  |

## Pamětihodnosti
- Pod lesem na jižním okraji obce, při silnici do Zákolan, se nachází malý (0,24 ha) židovský hřbitov se zhruba 300 barokními a klasicistními náhrobky z 18. a 19. století (nejstarší datovaný náhrobek pochází z roku 1720[zdroj?]). Přilehlý hrobnický domek z 80. let 19. století je vzorně udržován coby soukromé obydlí. Hřbitov sloužil až do holocaustu především potřebám širšího okolí (židovským náboženským obcím ve Slaném, Ješíně a Velvarech); židovské osídlení v samotných Blevicích nepředstavovalo nikdy více než dvě rodiny.[16]

- Kaplička na návsi s vytesaným letopočtem 1746 na dveřním překladu. Na boční stěně pamětní deska se jmény občanů padlých v 1. světové válce.

- Mohylové pohřebiště v lese Nad skalkou jihovýchodně od vsi. Dodnes dochováno jen 7 či 8 nepříliš zřetelných mohyl. Průzkum, provedený již v 19. století, nedokázal lokalitu časově blíže zařadit. Možná datace sahá od střední či mladší doby bronzové až po časně středověké slovanské pohřebiště.[17]

## Doprava
- Silniční doprava – Do obce vede silnice III. třídy. Ve vzdálenosti 4 km lze najet na silnici II/101 v úseku Kralupy nad Vltavou – Kladno.

- Železniční doprava – Železniční trať ani stanice na území obce nejsou. Nejblíže obci je železniční zastávka Zákolany ve vzdálenosti 2 km ležící na trati 093 z Kralup nad Vltavou do Kladna.

- Autobusová doprava – Obcí projížděla v červnu 2011 autobusová linka Kladno-Blevice-Kralupy nad Vltavou (12 spojů tam i zpět) (dopravce ČSAD MHD Kladno, a.s.).[18]

## Galerie

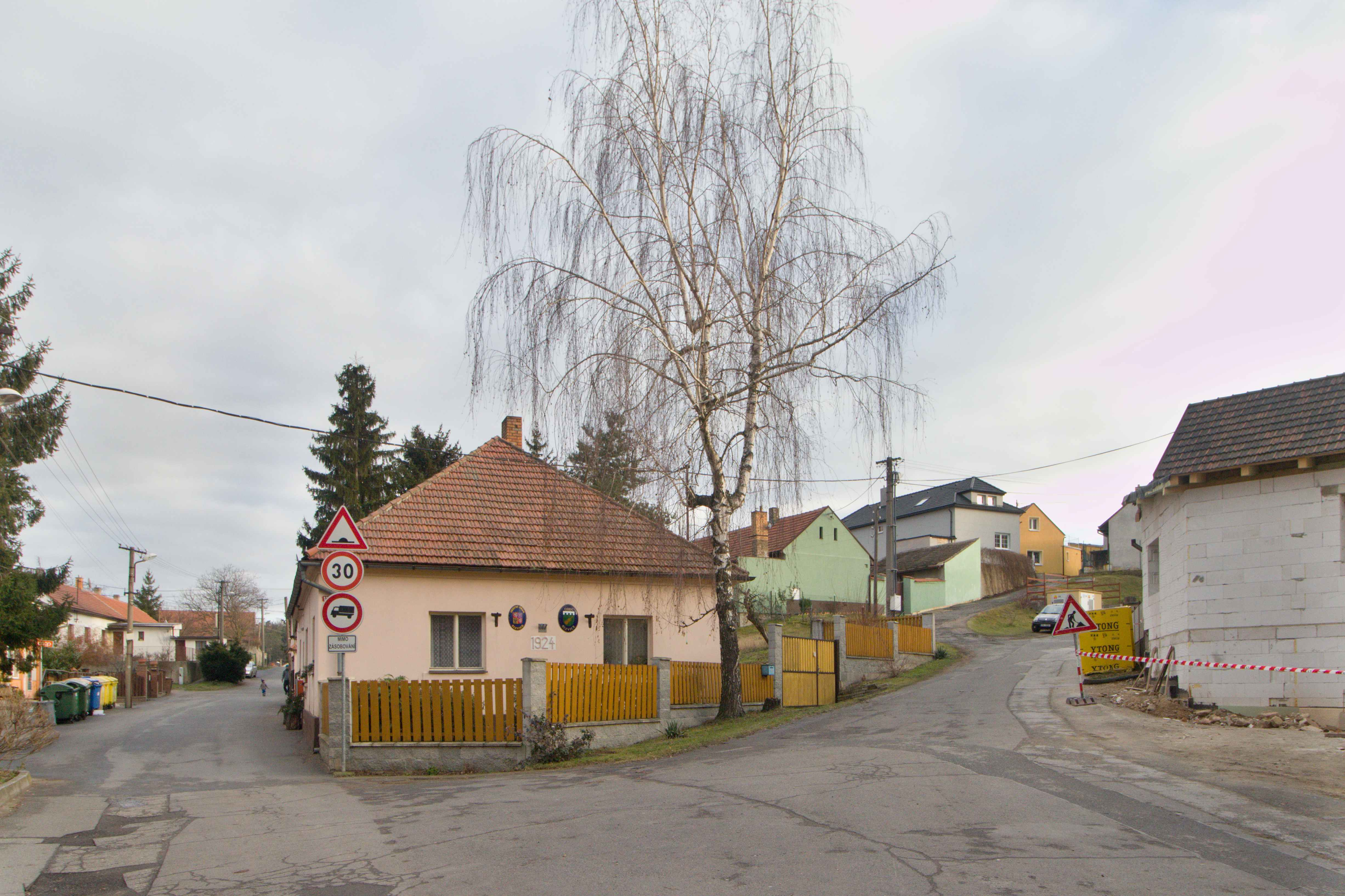
Obecní úřad
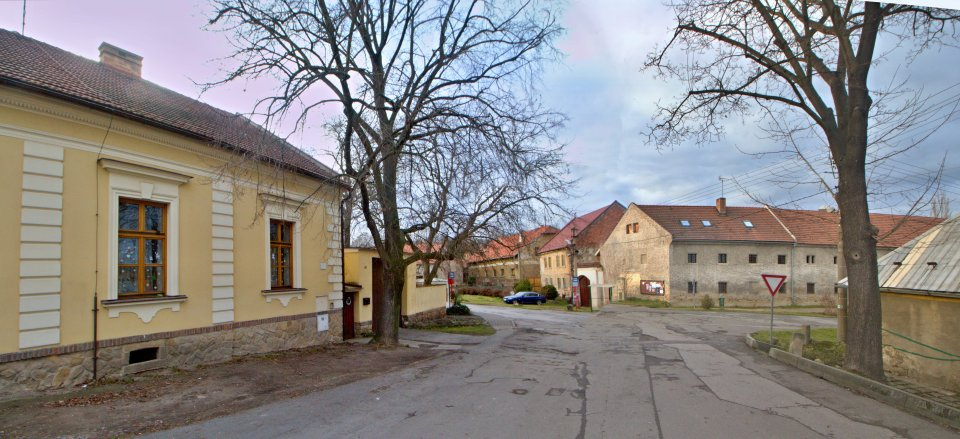
Střed obce u obecního úřadu
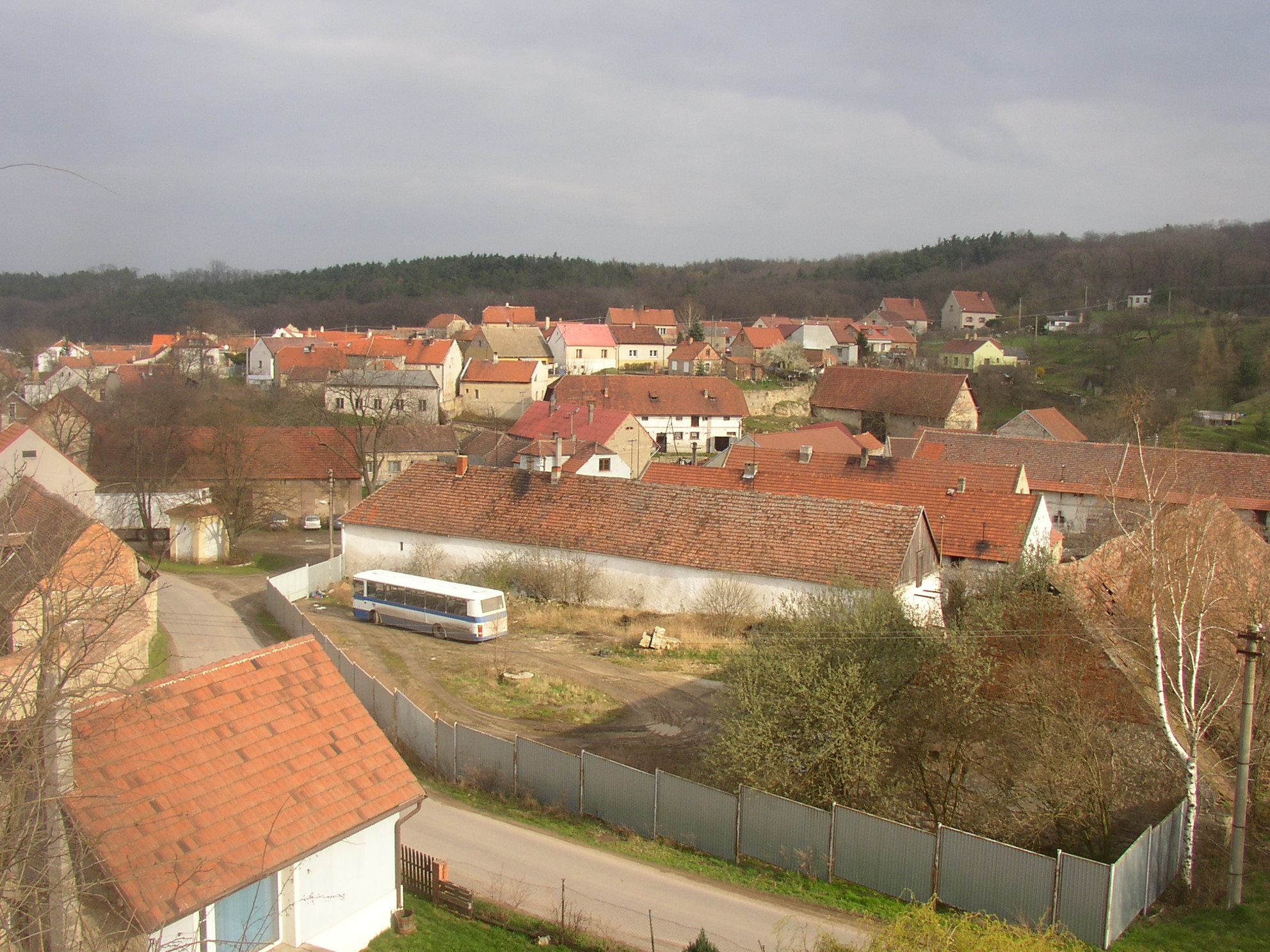
Pohled na Blevice od severozápadu, ze skalky nad kolečskou silnicí
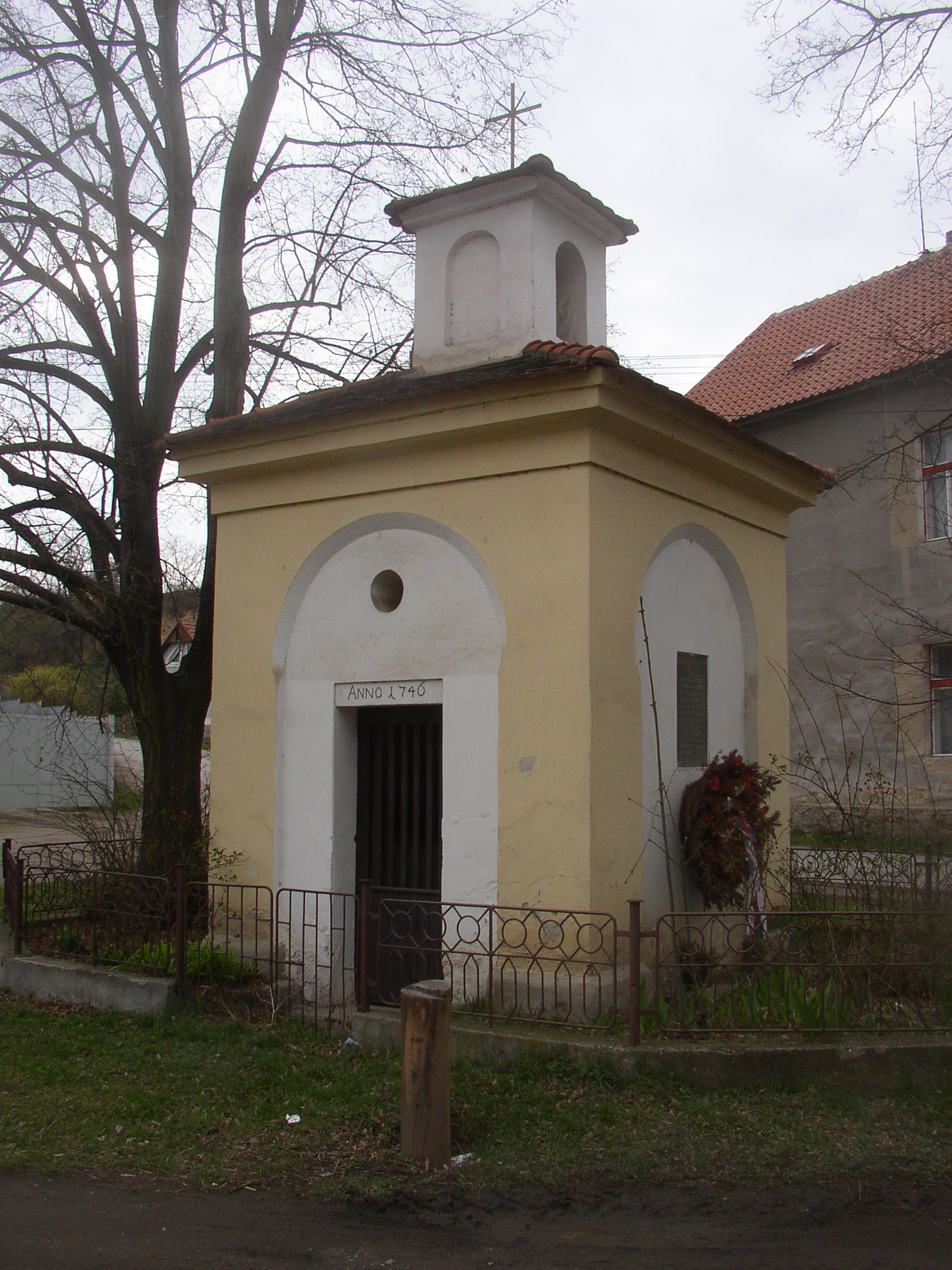
Kaplička na návsi
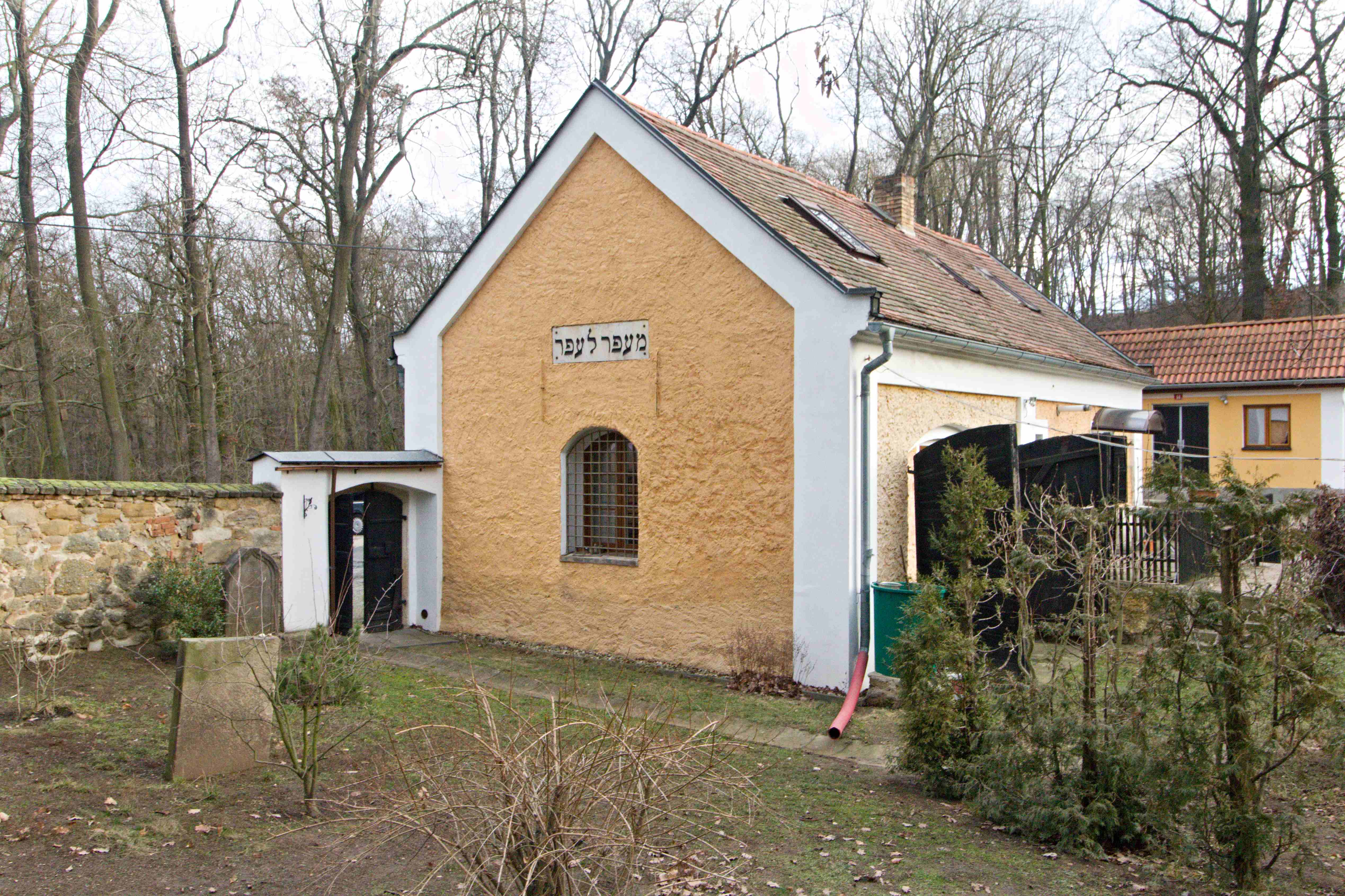
Židovský hřbitov
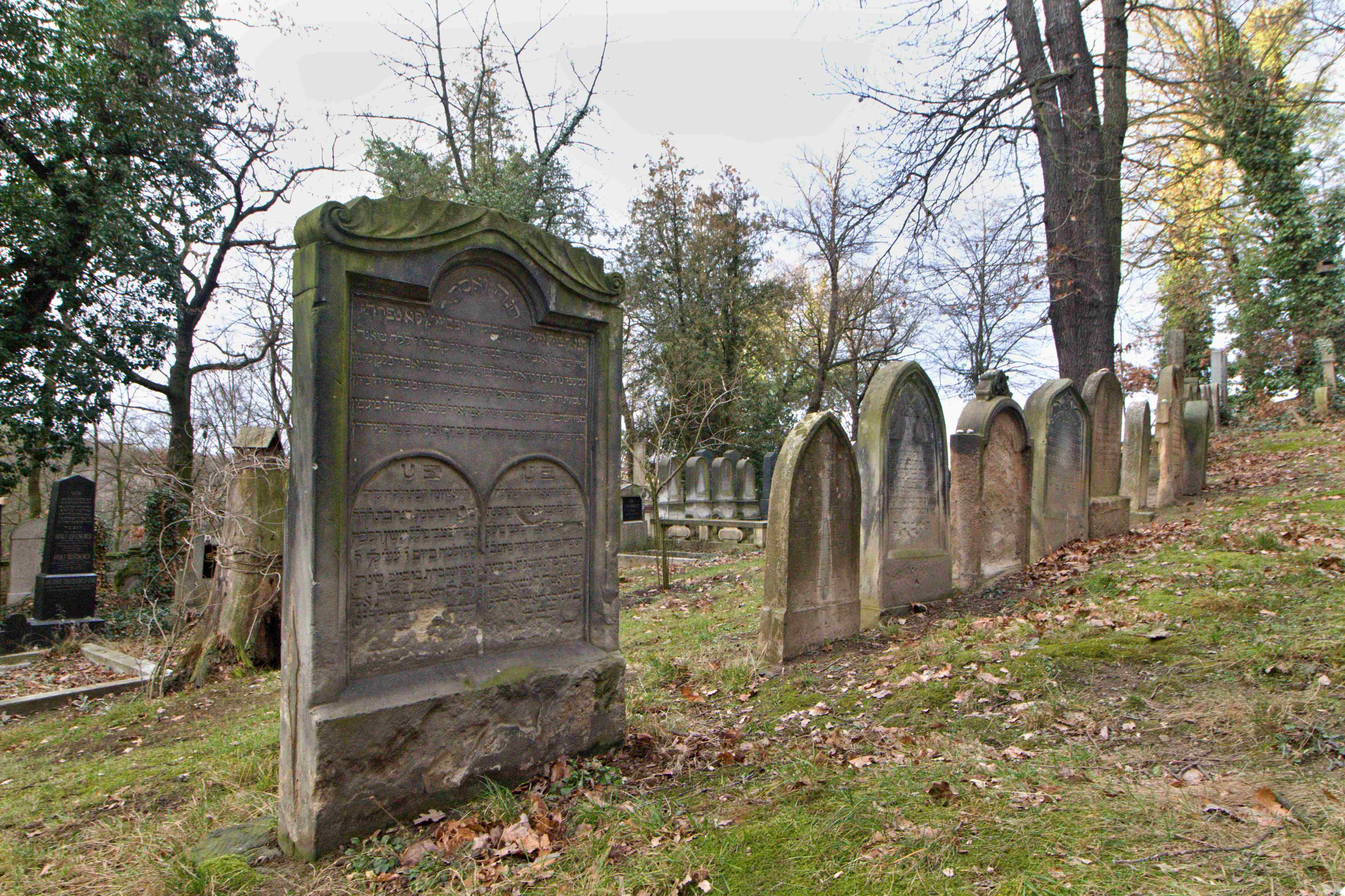
Židovský hřbitov